# Comasagua
Comasagua es un distrito del municipio de La Libertad Sur en el departamento de La Libertad, El Salvador. Tiene una población de 12 705 habitantes según el censo salvadoreño de 2024.
| Censo | Población | Cambio | Porcentaje |
| ----- | --------- | ------ | ---------- |
| 2007  | 11 870    | N/D    | N/D        |
| 2024  | 12 705    | 835    | 7.0%       |

## Historia
La población es de origen precolombino Pipil. En el año 1786 ingresó al Partido de Opico de la intendencia de San Salvador y en 1865 fue anexado al distrito de Nueva San Salvador. 
En el temblor del 8 de diciembre de 1859, quedaron dañados la iglesia y el cabildo.
De acuerdo con la estadística del departamento de La Libertad hecha por el gobernador José López en el 23 de mayo de 1865, la población era de 303 personas.
Hacia 1890 tenía una población de 1895 habitantes. Obtuvo el título de villa en 1924. El 13 de enero de 2001 la localidad fue severamente dañada por un terremoto.

## Información general
El distrito cubre un área de 75,05 km² y la cabecera tiene una altitud de 1070 m s. n. m. El topónimo Cutmatzahuat o Comatzahua podría tener los significados de «Plata ulcerada», «Lugar donde abundan los venados», «Lugar de horquetas» o «La ciudad de los Mazahuas». Las fiestas patronales se celebran en el mes de septiembre en honor a San Mateo. Comasagua se encuentra asentada en la Cordillera del Bálsamo.
Si nos adentramos más podremos ver hermosas fincas, como la Finca San José El Porvenir, Finca El 3 de Mayo, Finca Los Sacatales, Finca El Rosario, Finca Santa Adelaida. Grandes extenciones de cafetal rodean sus fincas, preo vale la pena ir de visita a estos hermosos lugares.
Y colinda con los Distritos de:
•Talnique
•Puerto de La Libertad
•Santa Tecla
•Tamanique

## Miradores
La zona está rodeada de cerros, vegetación y miradores con vistas increíbles. Incluso desde la carretera se ve un paisaje increíble y desde los restaurantes que en su mayoría poseen su propio mirador.
La ciudad de que se ve desde la carretera es Santa Tecla y de noche, si la neblina lo permite, se ve más espectacular.
Incluso de noche y si la neblina lo permite, podemos apreciar la belleza de nuestro país reflejada en las luces de la ciudad que crean bellos destellos en nuestro lente.

## Galería

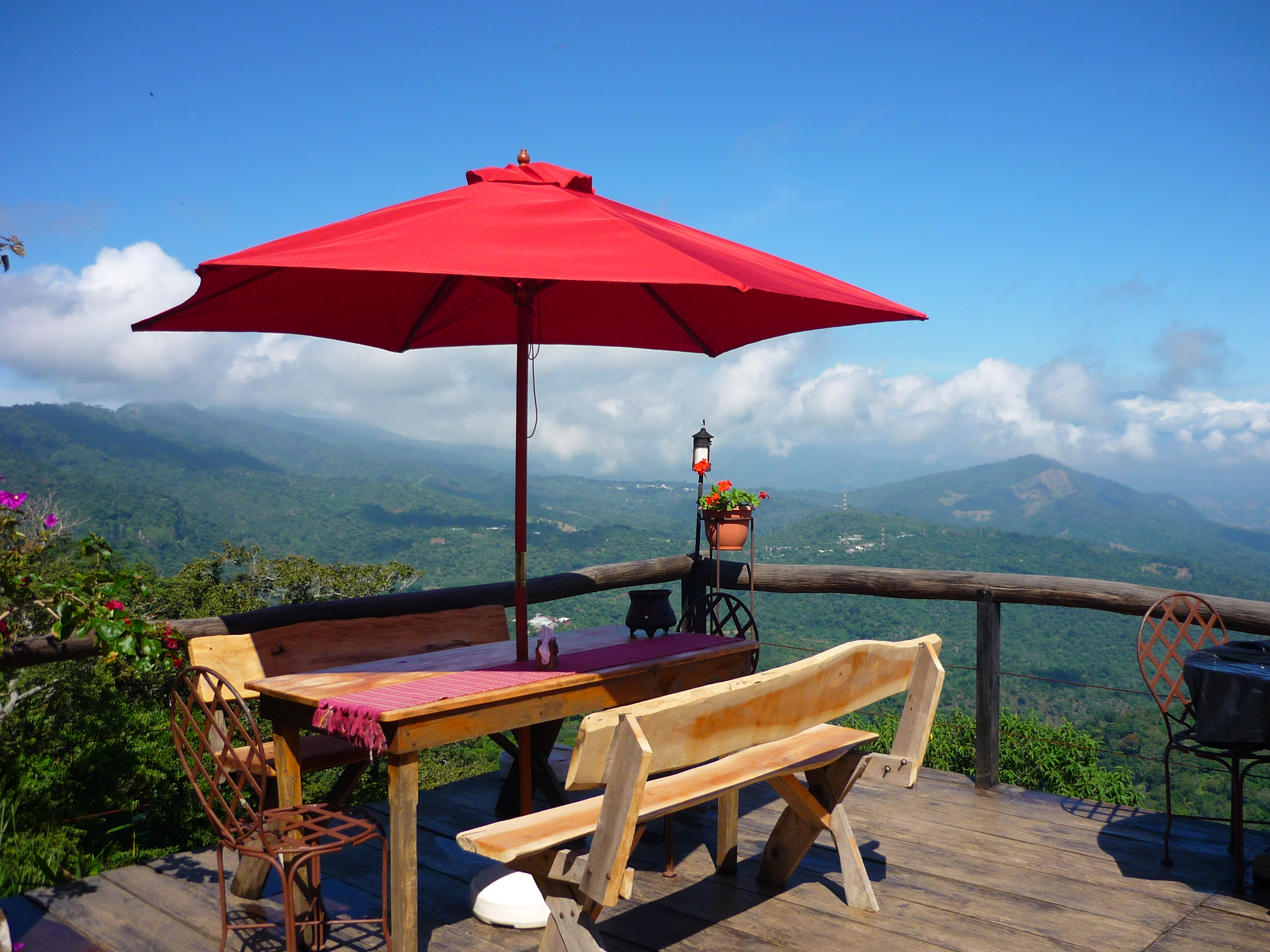
Vista panorámica desde un restaurante local.
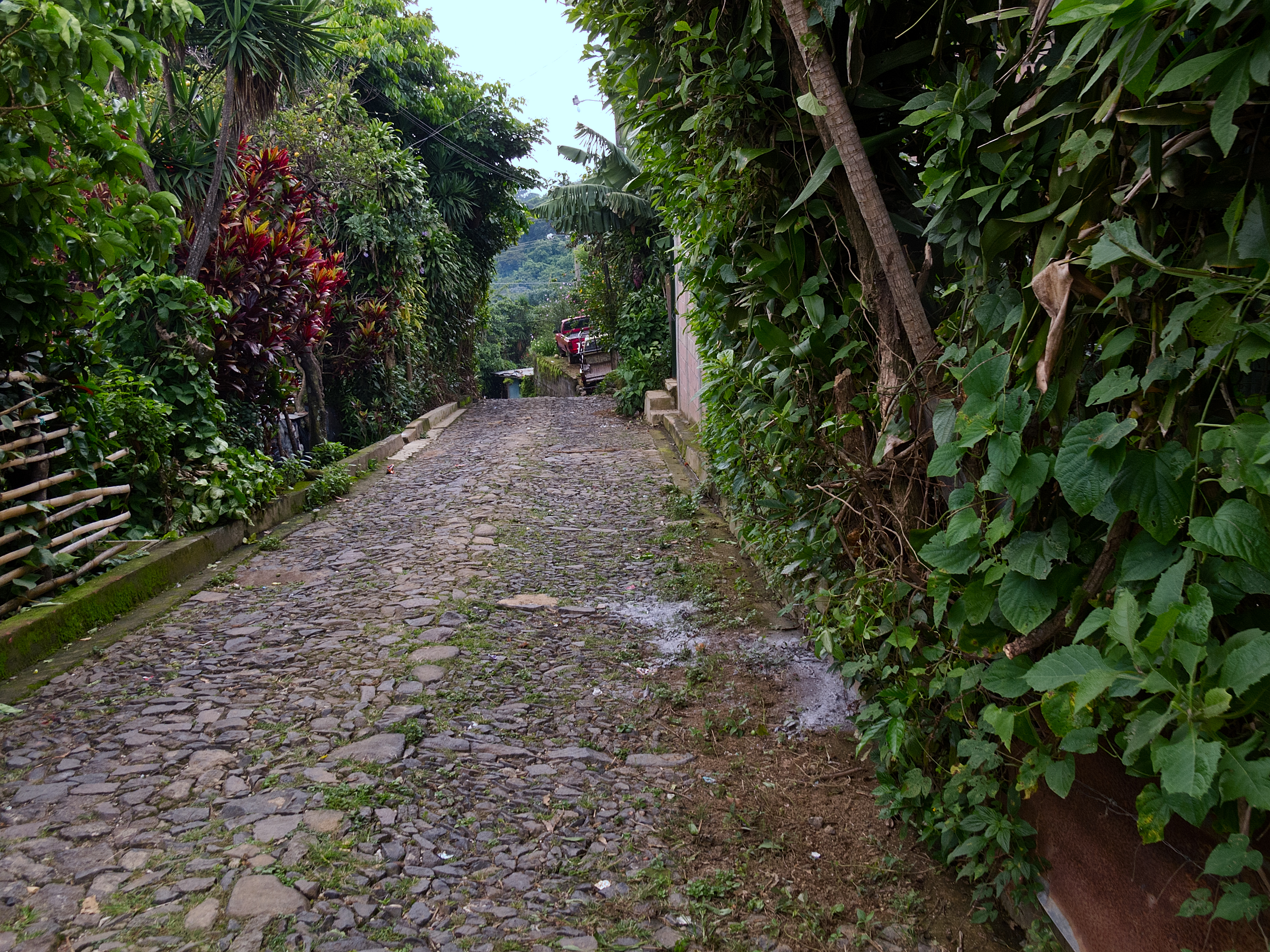
Calles de Comasagua.
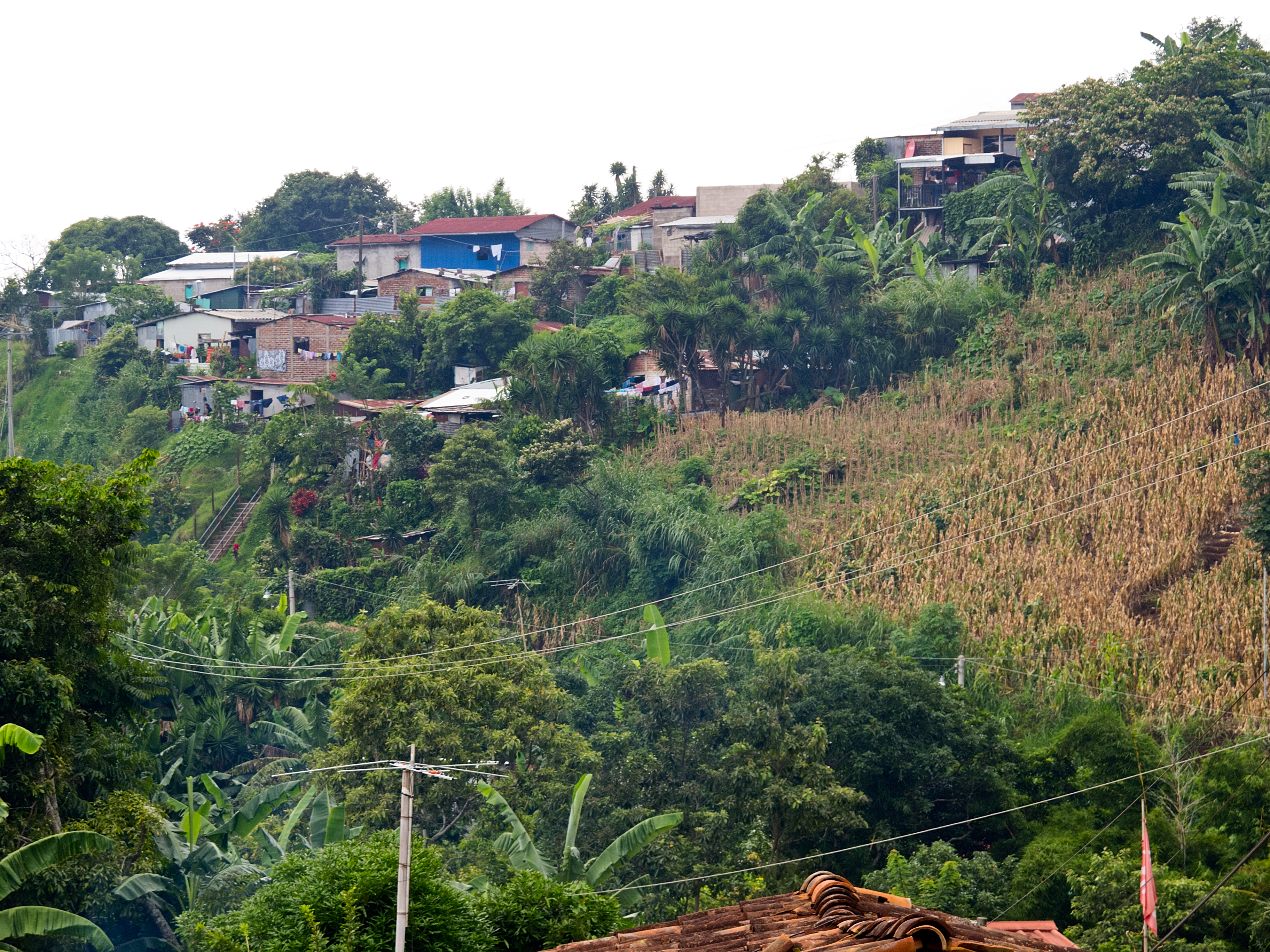
Vista de parte de Comasagua.
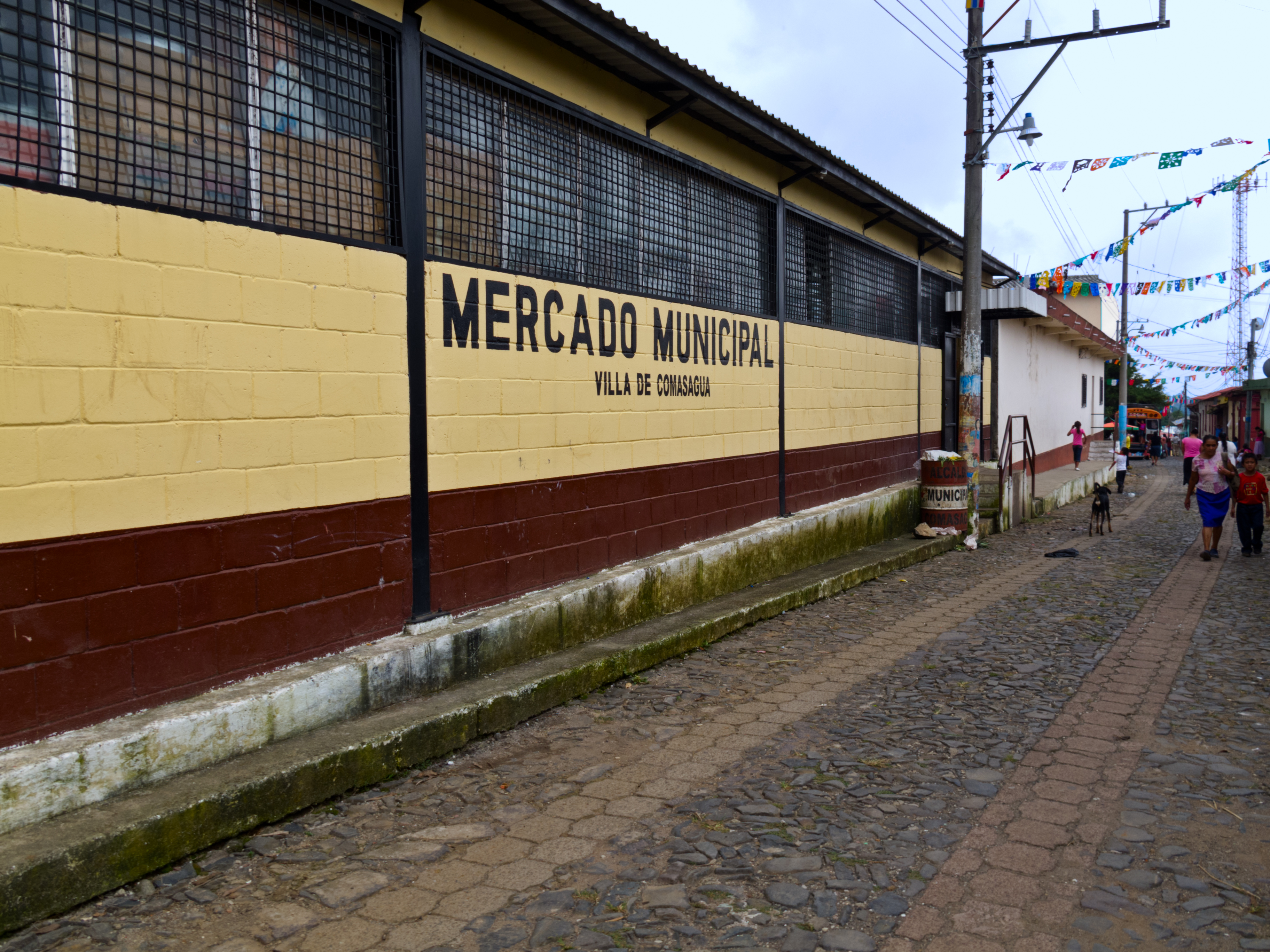
El mercado municipal de Comasagua.
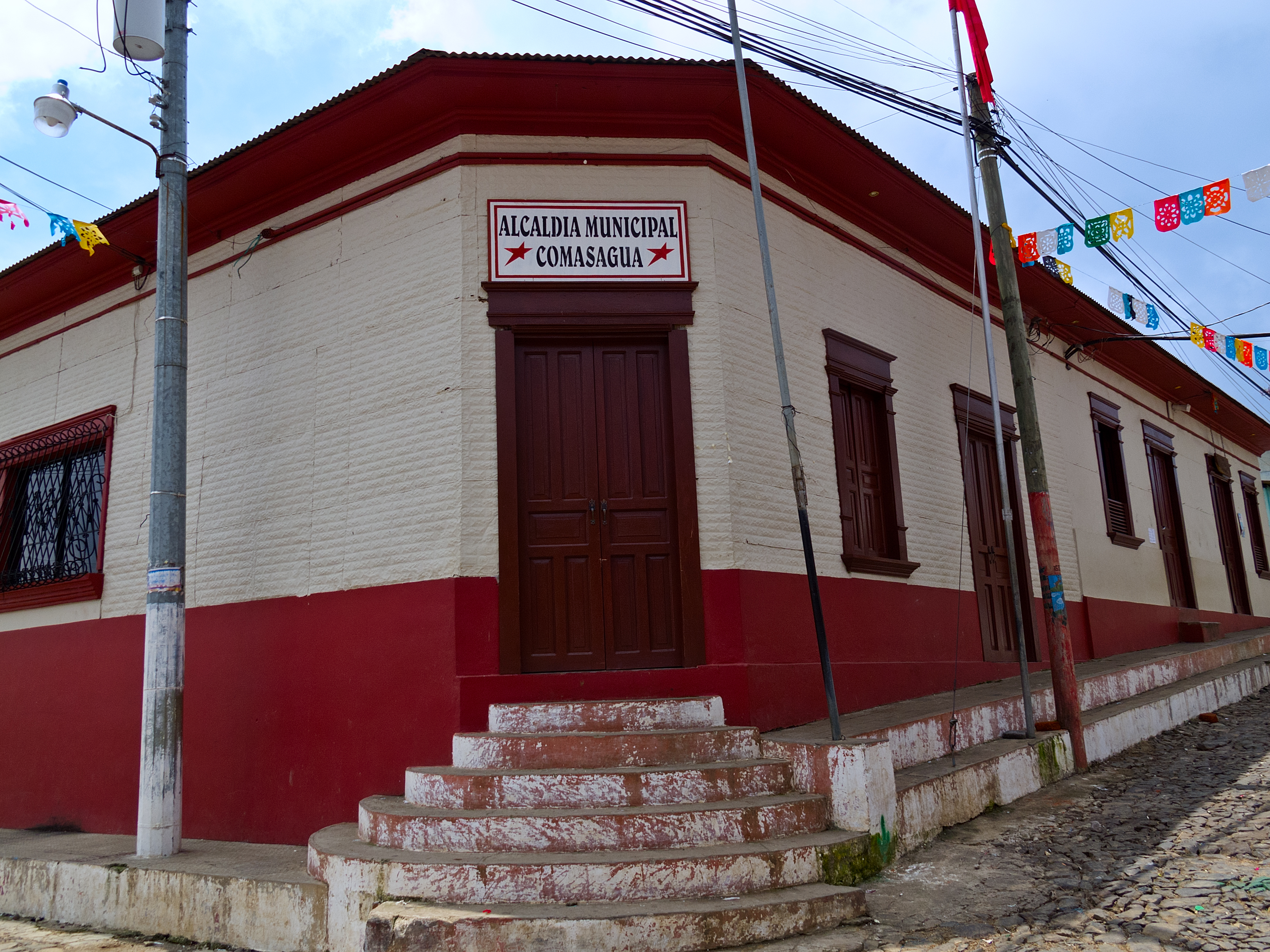
Alcaldía de Comasagua.
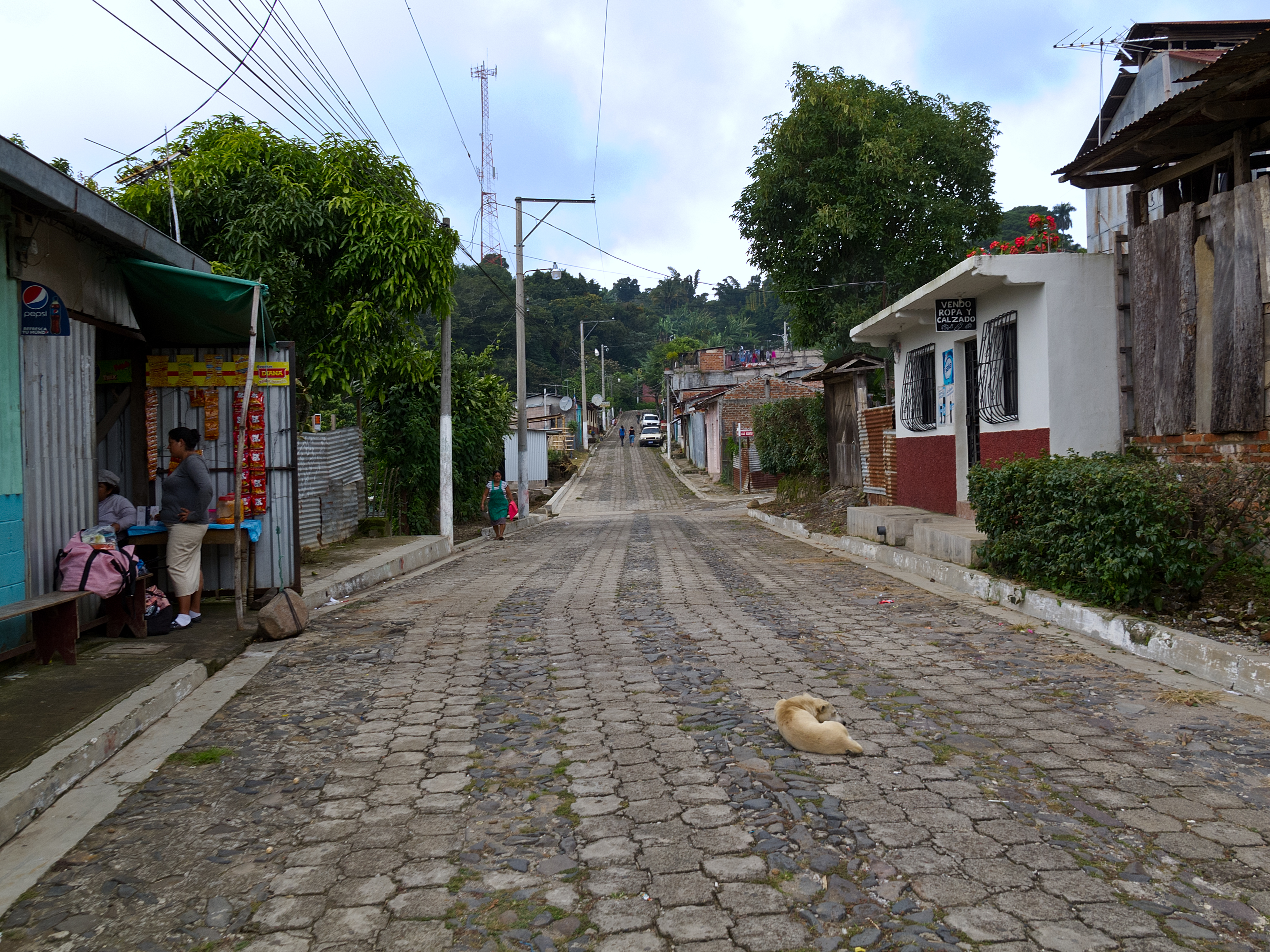
Las calles de Comasagua.
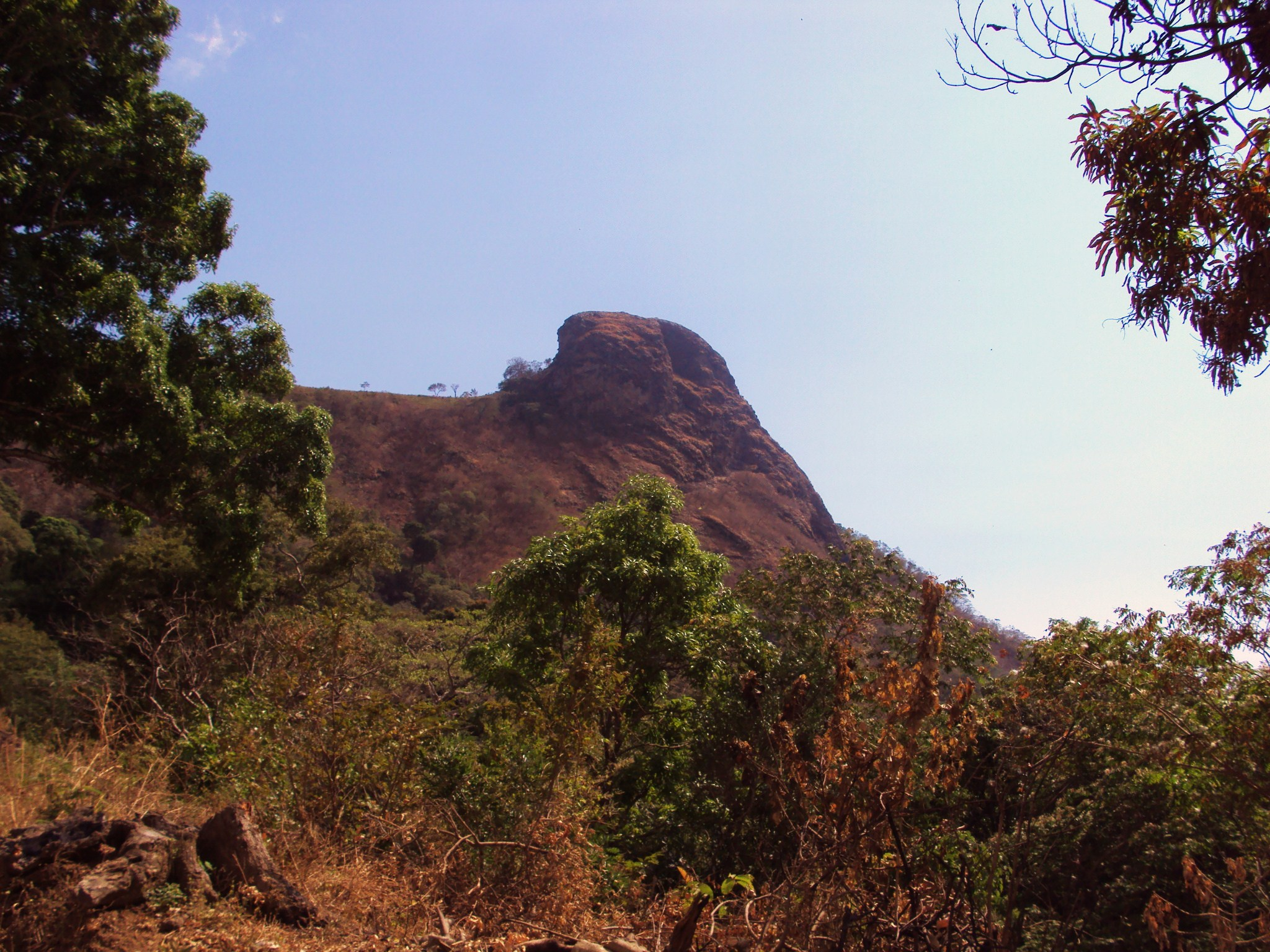
vista de El Peñon